# BEYOND~몸의 저편
〈BEYOND~몸의 저편〉(일본어: BEYOND〜カラダノカナタ 비욘도~카라다노카나타[*])는 일본의 음악 그룹 AAA의 열여덟 번째 싱글이다. 2008년 5월 28일에 에이벡스 트랙스에서 발매됐다.

## 개요
- 전작 〈MIRAGE〉와 마찬가지로 CD-EXTRA 부분에 멤버 출연의 버라이어티 무비 ‘AAA 극비 그래프 2’를 수록.
- 판매점에서는 4월 2일 발매라고 알려져있었지만, 5월 28일로 연기됐다.
- 4월 4일부터 mu-mo, 레코드회사직영♪, dwango.jp에서 착신음이 배포됐다.

### 수록곡
BEYOND~몸의 저편
- 미즈노 애슬리트 응원송

One Night Animal
- Four-on-the-floor 펑크한 디스코 사운드로 후렴에서의 이펙트가 걸려있다.

## 수록내용

### CD+DVD Ver.
1. BEYOND~몸의 저편(BEYOND〜カラダノカナタ)
  - 작사: keyossie and one / 작곡: 호만 레오(ASPHALT FRUSTRATION), 타카나시 타츠야(ASPHALT FRUSTRATION)）
2. One Night Animal
  - 작사: leonn / 작곡: 야마다 토모히로 / 랩 가사: 히다카 미츠히로
3. BEYOND~몸의 저편 (Instrumental)
4. One Night Animal (Instrumental)

DVD
1. BEYOND~몸의 저편 (Music Clip)

### CD ONLY Ver.
1. BEYOND~몸의 저편
2. One Night Animal
3. MIRAGE [83key Remix]
4. BEYOND~몸의 저편 (Instrumental)
5. One Night Animal (Instrumental)

### CD ONLY (EXTRA사양) Ver.
1. BEYOND~몸의 저편
2. One Night Animal
3. BEYOND~몸의 저편 (Instrumental)
4. One Night Animal (Instrumental)

CD-EXTRA 수록내용
- 버라이어티 무비 ‘AAA 극비 그래프 -그 두 번째-’(AAA極秘クラブ-其の弐-)